# Ralph Hills
Ralph Gorman Hills (Washington, 19 gennaio 1902 – Baltimora, 20 settembre 1977) è stato un pesista statunitense.

## Palmarès

### Olimpiadi
- Bronzo a Parigi 1924 nel getto del peso.